# Reegle
 (octobre 2012).
Si vous disposez d'ouvrages ou d'articles de référence ou si vous connaissez des sites web de qualité traitant du thème abordé ici, merci de compléter l'article en donnant les références utiles à sa vérifiabilité et en les liant à la section « Notes et références ».
Reegle.info est un projet ayant pour but de créer un point d’accès unique à l’information afin de favoriser la croissance des énergies renouvelables et de l'efficacité énergétique.

## Description
Initié conjointement par le Réseau Politique en matière d’énergies renouvelables pour le XXIe siècle (REN21) et le Partenariat  d’énergies renouvelables et d’efficacité énergétique (REEEP)l, le projet est financé par le Ministère néerlandais du logement, de l'aménagement du territoire et de l’environnement (MINVROM), le département britannique pour l’environnement, l’alimentation et les affaires rurales (DEFRA) et le Ministère allemand pour l’environnement, la conservation de la nature et la sécurité nucléaire (BMU).
Doté d’un système de recherche, Reegle permet aux utilisateurs d’accéder plus rapidement à de l’information pertinente notamment en utilisant  l’outil « recherches similaires », les suggestions du moteur pour optimiser et restreindre la recherche ainsi que le Knowledge Map sur les énergies renouvelables et l’efficacité énergétique.
Reegle permet également de configurer des alertes personnalisées ou de consulter les actualités des énergies renouvelables et de l’efficacité énergétique. C’est un moteur de recherche en énergie propre qui permet d’accéder, par le biais d’une interface unique, à de l’information récente et précise provenant de plusieurs bases de données privées ainsi qu’aux informations proposées par l’équipe éditoriale.
Le catalogue des acteurs (AC) sur reegle.info est un annuaire des institutions et organisations opérant dans le domaine des énergies renouvelables et de l’efficacité énergétique. Il contient des informations et des liens vers plus de 1 500 initiatives, partenariats et organisations impliquée dans ce domaine.